# Schlacht von Haengju
Die Schlacht von Haengju (koreanisch 행주대첩, Haengju Daech'eop) war eine militärische Auseinandersetzung während des Imjin-Krieges. Sie fand am 14. März 1593 statt. Eine zahlenmäßig unterlegene Streitmacht des koreanischen Joseon-Reiches unter dem Kommando von General Gwon Yul verteidigte die Bergfestung Haengju nahe der damaligen Hauptstadt Hanseong (heute Seoul) gegen eine japanische Armee. Der koreanische Sieg trug dazu bei, den japanischen Vormarsch nach der Niederlage bei Pjöngjang aufzuhalten.

## Vorgeschichte
Nach Beginn der japanischen Invasion Koreas 1592 fielen die Hauptstadt Hanseong und weitere Gebiete an die Angreifer. Die japanischen Armeen stießen bis nach Pjöngjang vor, wurden dort jedoch im Januar 1593 in der Schlacht von Pjöngjang von einer vereinten Streitmacht aus Joseon-Truppen und Verbündeten der chinesischen Ming-Dynastie besiegt. Daraufhin zogen sich die japanischen Verbände aus dem Norden zurück und versuchten, ihre Stellungen im Raum Hanseong zu festigen.
Der koreanische General Kwon Yul hatte bereits im Sommer 1592 in der Schlacht von Ichi einen Sieg errungen. Nach der Rückeroberung von Pjöngjang stellte er eine Truppe von etwa 2300 bis 3000 Mann auf, die sich aus regulären Soldaten, Freiwilligen und einer Einheit buddhistischer Mönchskrieger unter Cheo Yeong zusammensetzte. Mit dieser Streitmacht besetzte er die strategisch günstig gelegene Bergfestung Haengju am Nordufer des Han-Flusses. Die ursprünglich aus Erde und Holz errichtete Befestigung ließ er verstärken.
Von dieser Position aus überblickten die Verteidiger die Hauptstadt Seoul, was eine Bedrohung für die japanischen Streitkräfte in der Hauptstadtregion darstellte.

## Verlauf
Am Morgen des 14. März 1593 erreichte die japanische Armee unter dem Gesamtkommando von Ukita Hideie, zu der Kontingente zahlreicher Daimyō wie Katō Kiyomasa, Konishi Yukinaga und Kuroda Nagamasa gehörten, die Festung Haengju und begann mit der Belagerung. Die japanische Seite verfügte über eine deutliche zahlenmäßige Überlegenheit von schätzungsweise 30.000 Mann. Die japanischen Befehlshaber ordneten mehrere Sturmangriffe auf die Befestigungsanlagen an.
Die Kämpfe dauerten den gesamten Tag an. Die japanischen Truppen griffen in Wellen an, wurden jedoch von den Verteidigern zurückgeschlagen. Die Koreaner nutzten ihre erhöhte Position und ihr Arsenal. Pfeilsalven aus Kompositbögen, darunter Pyeonjeon-Kurzpfeile, sowie Raketenpfeile (Singijeon) aus Hwacha-Werfern wurden gegen die Angreifer eingesetzt. Zeitgezündete Jincheonnoe-Granaten wurden von den Wällen geworfen. Zusätzlich setzten die Verteidiger improvisierte Mittel wie Felsbrocken, kochendes Wasser oder Öl ein.
Ein Element der späteren Überlieferung zur Schlacht ist die Beteiligung von Frauen an der Verteidigung. Berichten zufolge sammelten Zivilistinnen Steine in ihren Schürzen (kor. 행주치마, Haengju chima) und brachten sie zu den Kämpfern auf den Wällen, als deren Munition knapp wurde.
Den japanischen Truppen gelang es trotz wiederholter Angriffe nicht, die koreanischen Verteidigungslinien zu durchbrechen. Sie erlitten dabei erhebliche Verluste. Gegen Abend zogen sich die japanischen Streitkräfte zurück. Das mögliche Erscheinen einer kleinen koreanischen Flottille auf dem Han-Fluss könnte zu dieser Entscheidung beigetragen haben.

## Folgen
Der koreanische Sieg bei Haengju hatte mehrere Konsequenzen:
- Der Fehlschlag die koreanische Stellung zu übernehmen bedrohte erheblich die japanische Position in der umliegenden Hauptstadt. Die japanischen Truppen setzten daraufhin den Rückzug an und setzten dabei die koreanische Hauptstadt in Brand, einschließlich der Königspaläste und der königlichen Bibliothek.
- Die Niederlage trug, zusammen mit dem Verlust von Pjöngjang und den Operationen Admiral Yi Sun-sins zur See, dazu bei, den japanischen Vormarsch aufzuhalten und die Invasoren stärker in die Defensive im Raum Hanseong und in den südlichen Provinzen zu drängen.
- Das Ergebnis der Schlacht beeinflusste die Rahmenbedingungen für spätere Friedensverhandlungen, die jedoch 1597 scheiterten und zur zweiten japanischen Invasion führten.
- Die Schlacht wurde in Korea zu einem Symbol des Widerstands gegen die Invasion. General Gwon Yul gilt als einer der bedeutendsten Militärführer des Krieges.

## Erinnerung
Die Bergfestung Haengjusanseong ist heute eine nationale historische Stätte (Nr. 56) in Goyang, Südkorea. Ein Schrein auf dem Gelände (Chungjangsa, 충장사) erinnert an General Gwon Yul und die Verteidiger von Haengju.